# Rockbridge County
Rockbridge County är ett administrativt område i delstaten Virginia, USA. År 2010 hade countyt 22 307 invånare. Den administrativa huvudorten Lexington hör inte administrativt till själva countyt utan utgör en självständig enhet (independent city).

## Geografi
Enligt United States Census Bureau har countyt en total area på 1 557 km². 1 553 km² av den arean är land och 4 km² är vatten.  

### Angränsande countyn
- Bath County - nordväst
- Augusta County - nordost
- Nelson County - öster
- Amherst County - sydost
- Bedford County - söder
- Botetourt County - sydväst
- Alleghany County - väster

## Kända personer från Rockbridge County
- Robert H. Adams, senator för Mississippi
- Sam Houston, senator för Texas, Republiken Texas president